# Ukraińska Rewolucja Narodowa

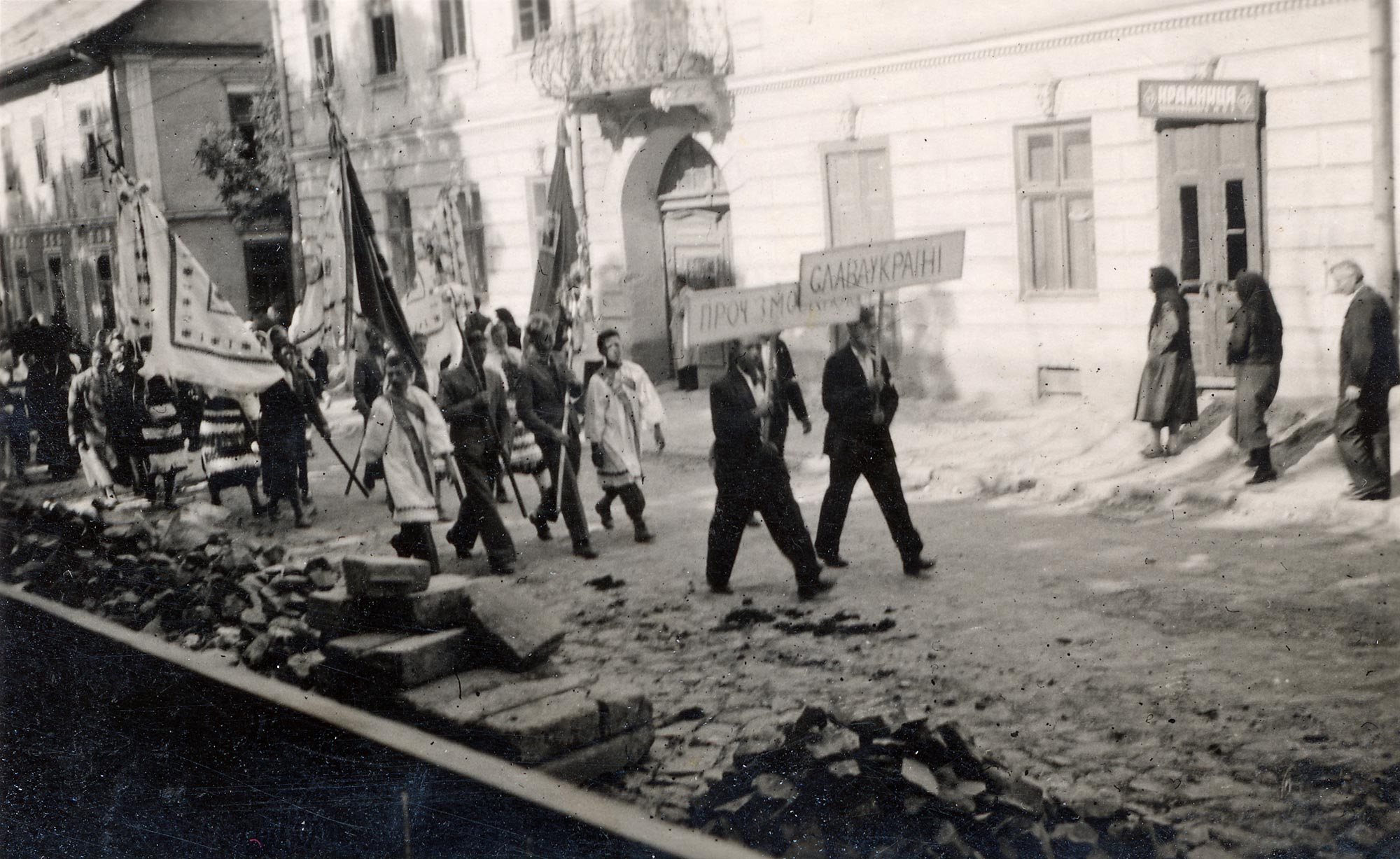
Demonstracja nacjonalistów ukraińskich w 1941 r. w nieznanym mieście

Ukraińska Rewolucja Narodowa w 1941 roku – próba utworzenia państwa ukraińskiego przez nacjonalistów ukraińskich podczas ataku III Rzeszy na ZSRR w 1941 roku, w szczególności przez OUN-B, kierowaną przez Stepana Banderę. W zamierzeniach jego twórców państwo to miało być sprzymierzoną z III Rzeszą faszystowską dyktaturą, docelowo pozbawioną mniejszości narodowych. Niemcy, z którymi banderowcy nie uzgodnili swoich działań, nie uznały aktu powołania państwa ukraińskiego i aresztowały jego przywódców, a Ukrainę objęły administracją okupacyjną.

## Geneza
Pojęcie „rewolucji narodowej” pojawiło się w uchwale I Kongresu Ukraińskich Nacjonalistów z 1929 roku (kongresu założycielskiego OUN). Jej punkt 2 głosił, że całkowite usunięcie wszystkich okupantów z ziem ukraińskich […] nastąpi w toku rewolucji narodowej. W następnych latach ideolodzy i teoretycy OUN (m.in. Mykoła Sciborski, Wołodymyr Martyneć, Dmytro Myron, Mychajło Kołodzynśkyj, Jarosław Stećko) w swoich pracach rozwijali koncepcję Rewolucji Narodowej i dyskutowali kształt oraz ustrój przyszłego państwa. Projekt Konstytucji Ukrainy opracowany przez Sciborskiego w 1939 roku, określał ją jako państwo „suwerenne, autorytarne, totalitarne i zawodowo-stanowe”. Kluczowym etapem Rewolucji miało być rewolucyjne powstanie przeciwko okupantom, podczas którego, jak wskazują prace Sciborskiego i Kołodzynśkiego, miało dojść do częściowej eksterminacji mniejszości narodowych. Pozostali mieli być później usuwani metodami prawnymi i administracyjnymi (dalsza częściowa eksterminacja, wypędzenia, wynarodowienie i przymusowa asymilacja).
Zdaniem Krzysztofa Łady wcześniejszą nieudaną próbą Rewolucji Narodowej była rewolta ukraińska na tyłach polskich podczas wojny obronnej 1939 roku.

## Przygotowania do Rewolucji 1941 roku
W okresie grudzień 1940 – kwiecień 1941 banderowska frakcja OUN (OUN-B lub OUN-Rewolucyjna, OUN-R), poinformowana przez Niemców o planach ataku na ZSRR, opierając się na niejasnych sugestiach niektórych współpracujących z nią oficerów Abwehry i Wehrmachtu o tym, że Niemcy zezwolą na powstanie jakiejś formy ukraińskiej państwowości, rozpoczęła przygotowania do rewolucyjnego powstania. Opisywał je dokument pt. „Propagandowe wskazówki na czas przedwojenny, na czas wojny i rewolucji oraz na początkowe dni budownictwa państwowego”.
Według tych planów przejmowanie władzy miało się dokonywać siłami lokalnych siatek OUN-B już w próżni po wycofaniu Armii Czerwonej. Wsparciem dla nich miały być kilku-kilkunastoosobowe grupy marszowe podążające za jednostkami niemieckimi i zakładające w zajmowanych miejscowościach administrację i milicję. Grupy marszowe (których członkowie przeszli szkolenie wojskowe w Krakowie) liczyły łącznie 700-1200 członków. Liczebność OUN-B w tym czasie była oceniana na około 20 tys. członków (5 tys. na Wołyniu, 13 tys. w Galicji (bez Lwowa) i 1,2 tys. w samym Lwowie). Plany OUN-B podkreślały konieczność mobilizowania mas wszelkimi możliwymi środkami propagandowymi (plotki, pieśni, broszury, gazety, radio). Dużą wagę przykładano do mobilizacji mieszkańców wsi przeciwko miastom, w których rzekomo żyli głównie „wrogowie Ukrainy”. Ludność zajmowanych miejscowości miała być informowana o „odnowieniu państwa ukraińskiego” na wiecach, na których członkowie OUN-B mieli odczytywać deklarację o utworzeniu państwa. Zebrani następnie mieli uznać władzę Stepana Bandery oraz przysiąc dozgonną wierność i służbę Ukrainie. Zdolnych do służby wojskowej planowano podczas tych spotkań werbować do nowo tworzonej ukraińskiej armii. Opisaną ceremonię traktowano jako „włączenie zebranych do ukraińskiego państwa”. Jednocześnie planowano witanie wkraczających Niemców w imieniu Bandery i państwa ukraińskiego, z podkreśleniem gotowości do wspólnej walki przeciw ZSRR.
Instrukcje dla grup marszowych dopuszczały „likwidację niepożądanych polskich, rosyjskich i żydowskich aktywistów, szczególnie zwolenników bolszewicko-rosyjskiego imperializmu” w czasie „chaosu i zamieszania”. Było to zgodne z zadaniami, które Niemcy wyznaczyli ukraińskim nacjonalistom (oprócz tego mieli pełnić rolę przewodników, tłumaczy oraz zadania dywersyjno-zwiadowcze).
Zalążkiem ukraińskiej armii miały być wyszkolone przez Abwehrę bataliony „Nachtigall” i „Roland”, złożone z członków OUN. „Nachtigall” stał się kuźnią kadr przyszłej UPA (służyli w nim m.in. Roman Szuchewycz, Wasyl Sydor, Jurij Łopatynski, Ołeksandr Łućkyj).

## Przebieg Rewolucji Narodowej 1941 roku
Po ataku III Rzeszy na ZSRR, 23 czerwca 1941 w Winnikach 40-osobowy oddział OUN rozpoczął ataki na wycofującą się Armię Czerwoną. Również we Lwowie członkowie OUN rozpoczęli ostrzeliwanie żołnierzy radzieckich. Na pomoc im spod Złoczowa przybył oddział OUN, dowodzony przez Iwana Kłymowa Łehendę. Bojówki OUN zaatakowały 24 czerwca więzienie przy ul. Łąckiego (uwolniono około 270 więźniów) oraz więzienie na Zamarstynowie i siedzibę NKWD przy ul. Pełczyńskiej. Próbowano zdobyć także więzienia w Złoczowie i w Brzeżanach. Te ataki jednak były nieudane. Ataki na Armię Czerwoną trwały do wycofania się ich ze Lwowa 30 czerwca 1941. 28 czerwca grupy OUN pomogły Niemcom opanować Przemyślany. Kosów Huculski i Dolinę Ukraińcy opanowali jeszcze przed nadejściem armii węgierskiej. Podczas wycofywania się Armii Czerwonej grupy bojowe OUN-B, których głównodowodzącym był Łehenda, stoczyły w Galicji Wschodniej i na Wołyniu około 100 potyczek z wycofującymi się Sowietami, w których ci mieli stracić 2100 zabitych i 900 rannych. OUN miała stracić w tych walkach tylko na Wołyniu 500 zabitych.
Za nacierającymi wojskami niemieckimi ruszyły grupy marszowe OUN-B podzielone na trzy zgrupowania:
- „Piwnicz” („Północ”) – dowódcy Dmytro Myron i Dmytro Majiwśkyj,
- „Centr” („Centrum”) – dowódca Mykoła Łemyk Senyszyn,
- „Piwdeń” („Południe”) – dowódcy Zinowij Matła i M. Riczka.

Miały one dotrzeć odpowiednio do Kijowa, Charkowa, Odessy i Krymu po drodze zakładając lokalną administrację i milicję. Osobna 15-osobowa grupa Jarosława Stećki zamierzała dotrzeć jak najszybciej do Lwowa i proklamować tam utworzenie państwa ukraińskiego.
Również konkurencyjna frakcja OUN pod wodzą Andrija Melnyka (melnykowcy) utworzyła swoje grupy marszowe. Między grupami marszowymi obu frakcji OUN dochodziło do starć i potyczek, na przykład pod Sokalem zlikwidowano maszerującą na Wołyń grupę OUN-M Ihora Szubskiego i Jewhena Szulhy. 30 sierpnia 1941 zabito na dworcu w Żytomierzu Omelana Senyka i Mykołę Sciborskiego, mających tworzyć ośrodek władzy OUN-M w Kijowie.
21 czerwca 1941 banderowcy powołali Ukraiński Komitet Narodowy (Ukrajinśkyj Narodnyj Komitet, UNK) w Rzeszowie, skupiający część środowisk nacjonalistycznych, który miał być polityczną nadbudową dla przyszłego rządu. Wysłano do Hitlera memoriał z propozycją współpracy na zasadach równoprawnych, który został przez Niemców zignorowany (prawdopodobnie nie przedstawiono go Hitlerowi). W związku z tym banderowcy postanowili działać metodą faktów dokonanych.

### Próba utworzenia państwa ukraińskiego

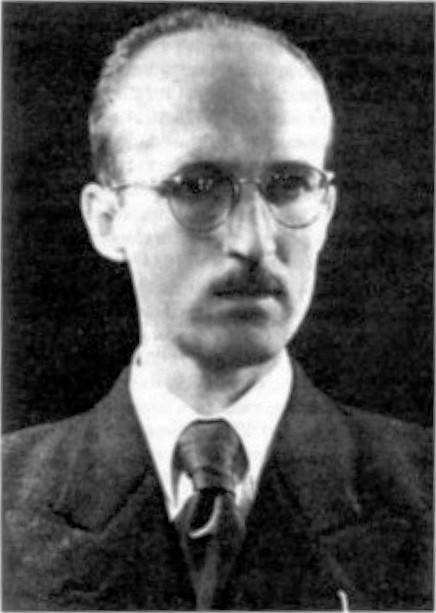
Jarosław Stećko

30 czerwca 1941 roku we Lwowie, w gmachu towarzystwa „Proświta”, w obecności około 60-100 nacjonalistów ukraińskich Jarosław Stećko, desygnowany przez Stepana Banderę pozostającego w Krakowie, ogłosił Akt odnowienia Państwa Ukraińskiego zapowiadając ścisłą współpracę, w tym militarną, tworzonego państwa z III Rzeszą. Banderowcy uzyskali poparcie metropolity greckokatolickiego Andrija Szeptyckiego (wprowadzając go w błąd, że reprezentują wszystkie ukraińskie ugrupowania polityczne). Stećko zaczął formować rząd (pod oficjalną nazwą Państwowa Administracja Ukrainy) licząc na to, że uzyska jego uznanie przez Niemcy. Rolę parlamentu miała spełniać Rada Seniorów. 11 ministrów rządu było członkami OUN-B a 11 bezpartyjnymi zwolennikami tej organizacji. Oprócz tego 3 teki objęli byli członkowie Partii Socjal-Radykalnej. Pominięci melnykowcy zaprotestowali przeciwko tym działaniom.
Akt 30 czerwca odczytano natychmiast w lwowskim radio (przemianowanym na „Radiostację im. Jewhena Konowalca”) opanowanym na kilka dni przez „Nachtigal”. Oprócz tego radio nadawało ukraińskie i niemieckie pieśni oraz informowało o powstaniu „ukraińskiego Wehrmachtu”.
W licznych miejscowościach wkraczające wojska niemieckie były witane przez działaczy OUN-B i odświętnie ubraną ludność ukraińską bramami powitalnymi przyozdobionymi ukraińskimi i niemieckimi flagami oraz napisami sławiącymi Banderę, Hitlera, Ukrainę i III Rzeszę. Palono komunistyczne książki i portrety. Z nakazu metropolity Szeptyckiego na cerkwiach wywieszono niemieckie flagi. Organizowano wiece, na których ogłaszano powstanie państwa ukraińskiego oraz podkreślano sojusz z Niemcami.
Banderowcy zdołali przejąć władzę w 213 miejscowościach Ukrainy, z czego 187 w zachodnich obwodach a 26 w centralnych.
Zgodnie z planami OUN-B przystąpiła do tworzenia milicji (Ukraińskiej Milicji Narodowej). Pierwszy znany przypadek tworzenia milicji pochodzi z 25 czerwca w miejscowości Młyny. We Lwowie nabór do milicji ruszył 30 czerwca pod kierownictwem Iwana Rawłyka w okolicach katedry św. Jura. Udział w tym brał także Roman Szuchewycz, którego batalion stacjonował w tym samym miejscu. Milicjantów rekrutowano z członków grup marszowych, miejscowych członków OUN oraz, w mniejszości, z byłych milicjantów sowieckich narodowości ukraińskiej (być może również zakonspirowanych członków OUN). Jedynie ci ostatni posiadali mundury, z których usunięto sowieckie emblematy zastępując je tryzubami. Pozostali, ubrani po cywilnemu, zakładali na lewy rękaw niebiesko-żółte opaski. Do służby byli zobowiązani wszyscy mężczyźni narodowości ukraińskiej w wieku 18–50 lat, z czego część miała służyć zawodowo a pozostali stanowić „dobrowolną” rezerwę na czas mobilizacji.
1 lipca, zgodnie z deklaracją Stećki Iwan Kłymiw przystąpił do organizacji sił zbrojnych państwa pod nazwą Ukraińskiej Armii Narodowo-Rewolucyjnej (UNRA). Wezwał wszystkie grupy bojowe OUN-B do kontaktu z nim. Umundurowaniem UNRA miały być sowieckie mundury; szeregowcy mieli nosić na lewym ramieniu niebieskie opaski z żółtym napisem „Wojsko Ukraińskie”, podoficerowie i oficerowie opaskę niebiesko-żółtą z tryzubem. Kłymiw ogłosił stan wojenny i wprowadzenie trybunałów rewolucyjnych. Wprowadził odpowiedzialność zbiorową – rodzinną i narodową – za „przestępstwa wobec ukraińskiego państwa”. Zabronił nie-Ukraińcom posiadania broni; wszelkie grupy bojowe ukraińskie nie podporządkowane OUN-B miały być zlikwidowane.
3 lipca 1941 Stećko notyfikował powstanie państwa ukraińskiego przywódcom w Berlinie, Rzymie, Zagrzebiu i Madrycie. W depeszy do Mussoliniego podkreślił, że Ukraina będzie częścią „nowego faszystowskiego porządku, który musi zastąpić system wersalski”. Planowano nawiązać stosunki dyplomatyczne ze Słowacją, Rumunią, Japonią, Chorwacją, Niemcami i in.

### Zbrodnie podczas narodowej rewolucji 1941
Podczas ataku niemieckiego na ZSRR w miejscowościach Galicji Wschodniej i Wołynia doszło do antyżydowskich pogromów. We Lwowie i Tarnopolu zabito po kilka tysięcy Żydów, w Brzeżanach i Złoczowie kilkuset. Wybuch pogromu we Lwowie (30 czerwca) zbiegł się z proklamacją J.Stećki, podobnie było w Tarnopolu – pogrom wydarzył się po ogłoszeniu w tym mieście powstania państwa OUN-B. W Dobromilu spalono synagogę, w Samborze Ukraińcy zamordowali około 50 osób. Modus operandi tych akcji najczęściej wyglądał tak, że milicja ukraińska wyłapywała Żydów i doprowadzała ich na miejsce egzekucji. Podczas obław na Żydów oraz doprowadzania ich dochodziło do spontanicznych aktów przemocy ze strony ludności cywilnej, w których udział brały nawet dzieci.

Z pewnością niektóre z tych dzieci po prostu dołączyły do pogromu dla przygody, ale pozostałe były dziećmi-żołnierzami narodowej rewolucji. [...] W Galicji najlepiej zorganizowaną i najliczniejszą organizacją młodzieżową działającą w okresie bezpośrednio po wycofaniu się Sowietów była młodzieżówka OUN-B (junactwo), która miała siedem tysięcy zakonspirowanych członków w kwietniu 1941 r.

Na zwiększenie liczby pogromów miały wpływ masakry więzienne NKWD i odnalezienie ciał zabitych więźniów. Zostało to wykorzystane przez Niemców i nacjonalistów ukraińskich do propagandy antysemickiej, zgodnie z którą Żydzi odpowiadali za komunizm. Do zbrodni podżegała propaganda OUN-B – rozlepiano plakaty z hasłem „Narodzie – wiedz! Moskwa, Polska, Madziarzy, żydostwo – twój wróg. Niszcz ich!”. Podczas tych pogromów zmuszano Żydów do wydobywania ciał ofiar NKWD z grobów oraz do ich obmywania. Poniżano ich jako rzekomo winnych dokonanych zbrodni. K.Struve podkreśla motyw „triumfu nacji” obecny w zachowaniu ukraińskich sprawców pogromów.
W pogromie lwowskim wzięli też udział żołnierze „Nachtigallu”, jednak nie jako zwarty oddział. Także podczas marszu na Winnicę batalion „Nachtigall” dokonał co najmniej jednego pogromu Żydów. We Włodzimierzu Wołyńskim i Łucku milicje utworzone przez grupę marszową Mykoły Kłymyszyna wspomagały Niemców przy egzekucjach w lipcu i sierpniu 1941. We Włodzimierzu 5 lipca rozstrzelano 150 osób uznanych za sowieckich aktywistów, 31 lipca 200 Żydów, a w sierpniu od 300 do 350. W Łucku egzekucje odbyły się także 31 lipca.
Udział OUN-B w pogromach był zgodny z dyrektywami Reinharda Heydricha o prowadzeniu wojny na terenie ZSRR, nakazującymi zachęcanie i inspirację pogromów antyżydowskich przez miejscowe kręgi antykomunistyczne. W „oczyszczających akcjach” wraz z Niemcami oraz samodzielnie brały udział także grupy marszowe OUN. Zdaniem J.-P. Himki hipoteza, że OUN-B zdecydowała się na udział w pogromach pod wpływem dyrektyw Heydricha, pomimo wcześniejszego deklarowania zarzucenia takich „spontanicznych” metod na rzecz systematycznej przemocy, jest prawdopodobna. Autor ten uważa, że OUN-B chciała poprzez zbrodnie antyżydowskie przypodobać się Niemcom i udowodnić, że zasługuje, by pozwolić jej na tworzenie państwa ukraińskiego.
Podawane są liczby od 35 do ponad 120 pogromów w Galicji Wschodniej i na Wołyniu, w których zginęło od 12 tys. do 35 tys. Żydów. W mniejszym stopniu zbrodnie 1941 roku dotknęły ludność polską. Było to zgodne z rozkazem Heydricha z 1 lipca 1941 mówiącym o tym, że w pierwszej kolejności celem Eisatzgruppen mają być „bolszewicy i Żydzi”. Polskie „koła antykomunistyczne” miały być wyłączone z „oczyszczających akcji” w nadziei na ich przyłączenie się do pogromów. Wyjątkiem były egzekucje dokonywane na przedstawicielach inteligencji polskiej. W tych przypadkach rola ukraińskich nacjonalistów często polegała na tworzeniu list proskrypcyjnych, aresztowaniu Polaków i wydawaniu ich Niemcom. Do takich egzekucji doszło we Lwowie, Krzemieńcu i Stanisławowie. Prawdopodobnie ukraińska milicja rozstrzelała około 100 polskich studentów ze Lwowa. Łącznie na terenach Wołynia i Galicji Wschodniej latem 1941 z rąk członków OUB-B i ukraińskiej milicji zginęło kilkuset Polaków.

W polskich dyskusjach lipiec 1941 roku pojawia się przeważnie w kontekście wątpliwego […] udziału batalionu „Nachtilall” w egzekucji polskich profesorów. Umyka w ten sposób znacznie ważniejsza sprawa: znane dziś plany OUN-B skłaniają do wniosku, że rząd Jarosława Stećki, gdyby został uznany przez Niemców, postępowałby z Polakami równie brutalnie jak władze ustaszowskiej Chorwacji z Serbami.

## Epilog
Próba utworzenia państwa przez OUN-B bez uzgodnienia z Niemcami wynikała z przekonania banderowców, że zgoda niemiecka jest przesądzona, a kwestią otwartą jest jedynie kształt tego państwa oraz jego kierownictwo. Działacze OUN-B wierzyli, że ubiegając melnykowców, którzy planowali utworzenie rządu w Kijowie oraz ewentualnie inne kręgi ukraińskie o orientacji proniemieckiej (hetmańców, działaczy UNR) oraz pokazując siłę swojej organizacji, przekonają Niemców do oddania im władzy. Jednak Adolf Hitler był zdecydowanie przeciwny koncepcji powstania państwa ukraińskiego, pragnąc wszystkich Słowian przekształcić w niewolniczą siłę roboczą imperialnej III Rzeszy.
Depesze wysłane 3 lipca przez Stećkę wywołały poruszenie w Berlinie. Tego dnia Niemcy wezwali na rozmowy w Krakowie delegację OUN-B z Banderą na czele, zarzucając banderowcom niesubordynację. Reprezentujący władze GG Ernst Kundt oświadczył banderowcom, że Ukraińcy nie są sojusznikami Niemiec, nawet jeśli tak im się wydaje. Według niego tylko Hitler mógłby zdecydować o powstaniu państwa ukraińskiego. Bandera odpowiedział, że do tego czasu OUN-B starała się walczyć wspólnie z Niemcami oraz potwierdził wydanie poleceń utworzenia rządu i państwa ukraińskiego. Uznał, że ma na to mandat narodu ukraińskiego. Na koniec próbował uspokoić Kundta oświadczając, że rozumie, iż budowa państwa ukraińskiego nie może odbyć się bez porozumienia z Niemcami.
5 lipca Niemcy dokonali pierwszych aresztowań członków OUN, w tym Bandery, którego przewieziono do Berlina. 9 lipca dołączył do niego zatrzymany J. Stećko, który, by nie zaogniać stosunków z Niemcami, zgodził się na zabranie go do Berlina jako „więźnia honorowego”. W dniu zatrzymania Stećko przeżył zamach na życie dokonany przez Polaków, których władze niemieckie obiecały ukarać. 14 lipca obu zwolniono z berlińskiego aresztu pod warunkiem pozostawania w mieście i pozwolono z wolnej stopy składać zeznania Głównym Urzędzie Bezpieczeństwa Rzeszy.
16 lipca 1941 Hitler dał wyraz swojej niechęci do aspiracji Ukraińców nie zgadzając się na utworzenie ukraińskiego państwa w jakiejkolwiek formie i przyłączając Dystrykt Galicja do Generalnego Gubernatorstwa. Przeciw tej decyzji zaprotestował w liście do ministra Ribbentropa z 22 lipca 1941 metropolita Szeptycki. Protest również wystosowała Rada Seniorów. Tydzień później Hitler utworzył oddzielny Komisariat Rzeszy Ukraina, pieczętując tym samym podział administracyjny okupowanych terytoriów ZSRR.
Pomimo uwięzienia przywódców banderowcy nie porzucili nadziei na ułożenie stosunków z Niemcami. Jeszcze przez kilka tygodni siedziba OUN-B we Lwowie pozostawała otwarta a Bandera i Stećko mieli możliwość kierowania organizacją z Berlina. Funkcjonariusze niemieccy bezskutecznie namawiali ich do wycofania Aktu 30 czerwca. W zamian oferowano banderowcom objęcie władzy nad cywilną administracją ukraińskich ziem. Z drugiej strony uwięzieni liderzy zapewniali Niemców o swojej woli współpracy i konieczności powstania sprzymierzonego z Niemcami państwa ukraińskiego. W tym czasie Stećko przedłożył Niemcom na piśmie swój życiorys, w którym szczegółowo opisał swój światopogląd, opowiadając się m.in. za „zniszczeniem Żydów i przeniesieniem na Ukrainę niemieckich metod ekstrerminacji żydostwa wykluczając ich asymilację itp.”.
Jeszcze 19 lipca Rada Seniorów debatowała nad polityką rządu Stećki wobec mniejszości narodowych. Rozważano gettoizację Żydów, ich wysiedlenie z Ukrainy lub częściowe ich wyniszczenie. Podobne plany snuto wobec innych mniejszości. Stepan Łenkawśkyj opowiedział się za podjęciem wszelkich metod, które doprowadzą do „zniszczenia Żydów”.
OUN-B zorganizowała akcję wysyłania petycji do władz niemieckich w celu uzyskania zwolnienia aresztowanych przywódców i uznania państwa. W samym rejonie złoczowskim banderowcy zdołali zebrać 8000 podpisów. Grzegorz Rossoliński-Liebe ekstrapolując ten wynik na pozostałe rejony, w których zbierano podpisy, uważa za możliwe, iż zdołano zmobilizować do poparcia państwa OUN-B około 1,7 miliona ludzi (jakkolwiek nie można wykluczyć, że jest to szacunek zawyżony). Listy z reguły powielały wzór deklaracji przewidzianej w broszurze „Propagandowe wskazówki na czas przedwojenny, na czas wojny i rewolucji oraz na początkowe dni budownictwa państwowego”. Standardowy tekst listu brzmiał:
My, obywatele wsi Rudnyky zostaliśmy wezwani na uroczyste zgromadzenie, na którym proklamowano Niezależne Państwo Ukraińskie. Wysłuchaliśmy tekstu aktu proklamacji z niewypowiedzianą przyjemnością: jesteśmy dumni, że mamy takiego prowidnyka OUN i całego Narodu Ukraińskiego jak Stepan Bandera. Jesteśmy bardzo wdzięczni niezwyciężonej Sprzymierzonej Armii Niemieckiej i jej wodzowi Adolfowi Hitlerowi, który pomógł wyzwolić Ukraińców z żydowsko-moskiewskiej niewoli. Niech żyją Wielkie Narodowosocjalistyczne Niemcy i ich wódz Adolf Hitler. Niech żyje Niezależne Zjednoczone Państwo Ukraińskie. Niech żyje prowidnyk OUN i całego Narodu Ukraińskiego Stepan Bandera.
Zazwyczaj standardowa treść listu była uzupełniana o apel o zwolnienie S.Bandery i pozostałych aresztowanych. Niektóre zawierały także fragmenty dodane z własnej inicjatywy sygnatariuszy. Zdaniem G.Rossolińskiego-Liebe petycje świadczą o sukcesie propagandy OUN-B, która trafiła w oczekiwania petentów i zyskała ich dla faszystowskiej ideologii. Główny cel akcji nie został osiągnięty – petycje zostały przez Niemców zignorowane.
5 września Niemcy aresztowali setki działaczy OUN-B, z których część trafiła później do obozów koncentracyjnych. Do Auschwitz trafili m.in. dwaj bracia Stepana Bandery, którzy tam zostali zamordowani. Jednakże, jak wynika z analizy dokonanej przez Ivana Katchanovskiego, zdecydowana większość aresztowanych czołowych członków OUN (a także późniejszej UPA) zdołała zbiec z niewoli (czasem udawało się im to kilkakrotnie) bądź zostali oni z niej zwolnieni przez Niemców. Według jego obliczeń z rąk Niemców poległo 6% dowódców OUN i UPA, co oznacza, że przeciętny dorosły Ukrainiec był kilkakrotnie bardziej zagrożony zbrodniami niemieckimi niż działacze tych organizacji. Z około 200 banderowców uwięzionych w obozie w Auschwitz zginęło około 30 (tj. 15%; dla porównania śmiertelność wśród polskich więźniów wynosiła co najmniej 50%).
Jeszcze 12 września Hans Koch podjął próbę namówienia Bandery, Stećki i Wołodymyra Stachowa do wycofania Aktu 30 czerwca, na co otrzymał odpowiedź odmowną. W konsekwencji Niemcy zareagowali 15 września ponownym uwięzieniem obu przywódców. 24 stycznia 1942 Stećkę przeniesiono z berlińskiego więzienia do obozu koncentracyjnego Sachsenhausen (oddział dla więźniów specjalnych tzw. Zellenbau); Banderę osadzono tam w 1943 roku.
Represje spotkały także melnykowców, którzy próbowali przejąć władzę w Kijowie tworząc Ukraińską Radę Narodową. W listopadzie 1941 Rada została przez władze Reichskommissariat Ukraine rozwiązana a część jej członków rozstrzelana.
Zdemoralizowane wieściami napływającymi ze Lwowa bataliony „Nachtigall” i „Roland” zostały wycofane z frontu i rozwiązane. Z części ich żołnierzy sformowano 201 batalion policyjny, którego funkcjonariusze podpisali roczne kontakty, a który został wysłany na Białoruś do akcji przeciwpartyzanckich. W GG Niemcy utworzyli Ukraińską Policję Pomocniczą i Policję Polską Generalnego Gubernatorstwa. Natomiast w Komisariacie Rzeszy Ukraina utworzono oddziały Schutzmannschaftu, w skład którego wchodzili policjanci wielu narodowości, w tym wielu byłych milicjantów. Członkowie grup marszowych, których nie aresztowano, w większości przeszli do pracy w okupacyjnych instytucjach.
Funkcję przewodniczącego OUN-B przejął Mykoła Łebed, a w przypadku jego aresztowania zastąpić miał go Lew Rebet. Pod koniec września bądź na początku października 1941 w Zboiskach koło Lwowa odbyła się konferencja OUN-B, na której obrano nową strategię postępowania. Członkom organizacji nakazano ponowne zejście do podziemia, jednak zabroniono podejmowania antyniemieckiej działalności. Mieli oni prowadzić pracę propagandowo-organizacyjną, opanowywać wszelkie dziedziny życia – gospodarkę, administrację, a w szczególności tworzoną przez Niemców policję pomocniczą. Cele OUN-B miały być osiągane długotrwałymi zabiegami „dyplomatycznymi” i politycznymi. W grudniu 1941 tę linię postępowania potwierdził Bandera wysyłając Łebediowi przez Jewhena Stachowa wskazówki, by OUN próbowała naprawić stosunki z Niemcami.